# Eurycorypha sudanensis
Eurycorypha sudanensis är en insektsart som beskrevs av Giglio-tos 1907. Eurycorypha sudanensis ingår i släktet Eurycorypha och familjen vårtbitare. Inga underarter finns listade i Catalogue of Life.